# Gwanghwamun
Gwanghwamun (tiếng Hàn: 광화문; Hanja: 光化門; Romaja: Kwanghwamun, Hán Việt: Quang Hóa môn) là cổng lớn nhất của Gyeongbokgung, nằm ở giao lộ cuối Sejong-daero, Jongno-gu, Seoul, Hàn Quốc, một biểu tượng của lịch sử Seoul. Sau nhiều lần bị phá hủy và di dời, Gwanghwamun được trùng tu hoàn tất và mở cửa đón khách du lịch vào ngày 15 tháng 8 năm 2010.

## Lịch sử

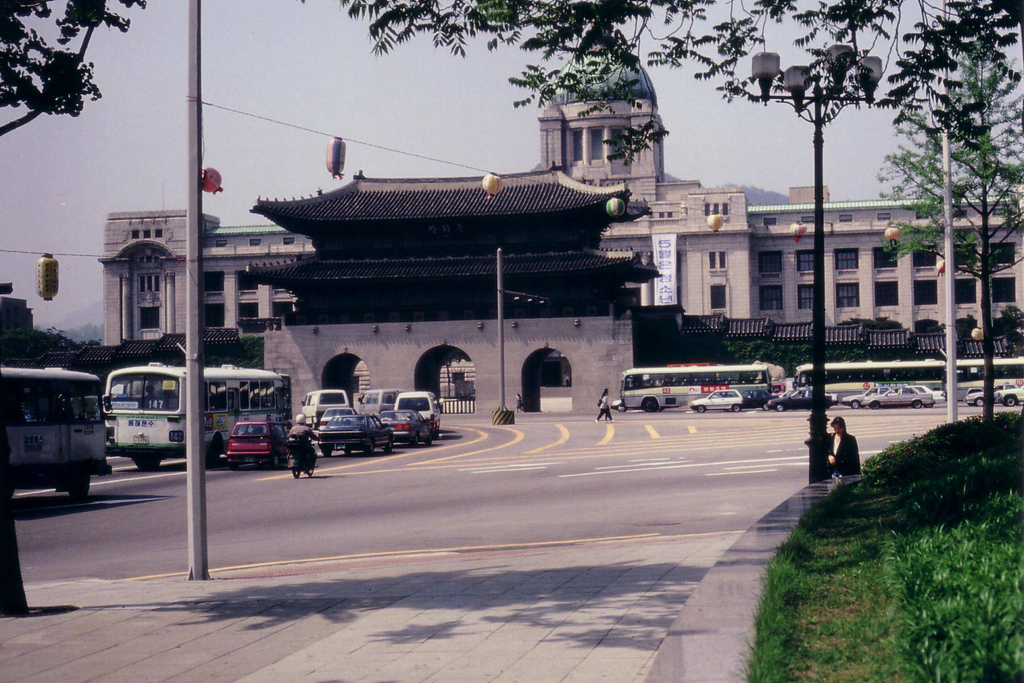
Gwanghwamun và Phủ Tổng đốc Triều Tiên

Gwanghwamun được xây dựng vào năm 1395 với vai trò là cổng chính của Gyeongbokgung, cung điện hoàng gia quan trọng nhất trong thời kỳ Triều Tiên. Trong cuộc Chiến tranh Nhật Bản-Triều Tiên năm 1592, Gwanghwamun bị phá hủy và không được sửa chữa trong hơn 250 năm.
Gwanghwamun và phần còn lại của Gyeongbokgung được xây dựng lại vào năm 1867 dưới thời của hoàng đế Cao Tông (Gojong) theo lệnh của Hưng Tuyên Đại Viện Quân (Heungseon Daewongun). Đến năm 1926, cánh cổng được chính phủ Nhật Bản di dời về gần vị trí của Bảo tàng Dân gian Quốc gia Hàn Quốc ngày nay để nhường chỗ cho Phủ Tổng đốc Triều Tiên.
Sau đó, cuộc Chiến tranh Triều Tiên đã phá hủy hoàn toàn cấu trúc bằng gỗ của Gwanghwamun và chỉ để lại phần bệ đá. Năm 1963, chính quyền của cựu Tổng thống Hàn Quốc Park Chung-hee di dời phần bệ này đến phía trước Phủ Tổng đốc Triều Tiên và xây dựng lại kiến trúc gỗ bị phá hủy bằng bê tông.

## Trùng tu

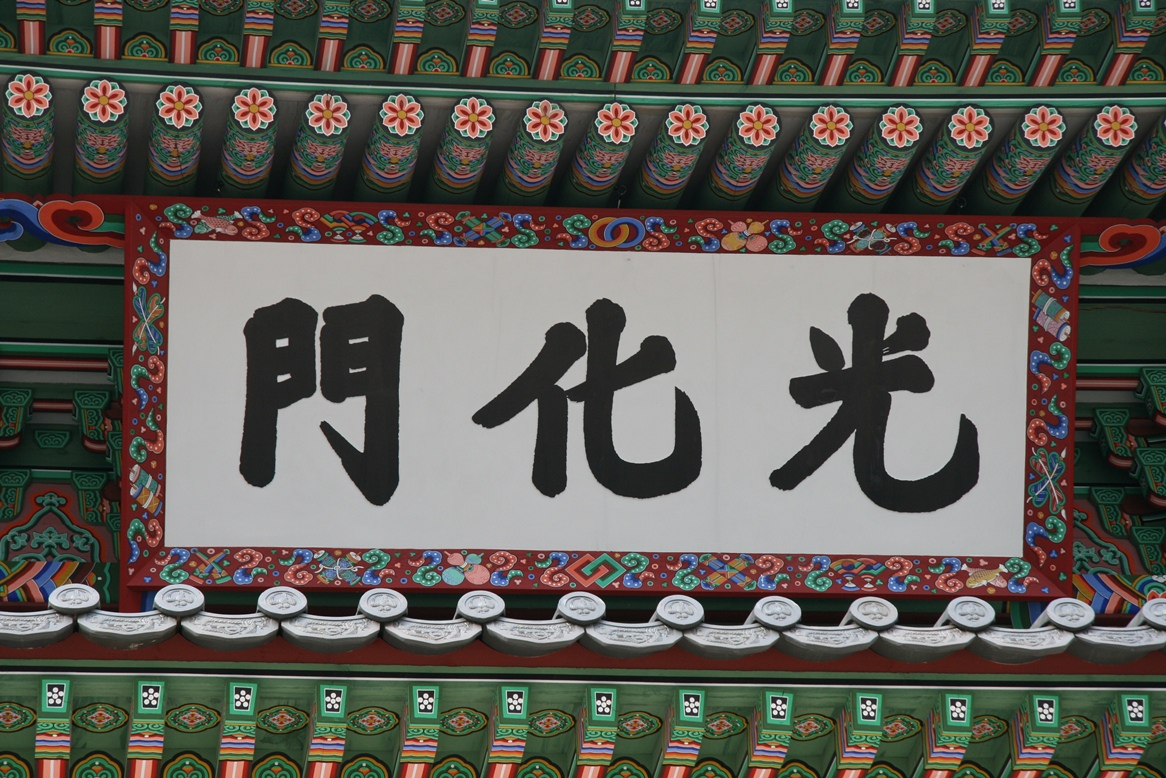
Biển tên của Gwanghwamun được viết bằng chữ Hán vào năm 2012

Chính phủ Hàn Quốc bắt đầu trùng tu Gwanghwamun vào tháng 12 năm 2006 với mục tiêu khôi phục cánh cổng trở lại trạng thái ban đầu theo lịch sử. Cánh cổng được di dời trở lại vị trí trên trục Bắc-Nam của Gyeongbokgung, và cấu trúc bê tông của nó được xây dựng lại bằng gỗ. Chi phí của dự án trùng tu này là 28 tỷ won. Gwanghwamun được khánh thành vào ngày 15 tháng 8 năm 2010 để kỷ niệm Ngày Quang Phục (Gwangbokjeol) hay ngày Giải phóng Hàn Quốc.
Biển tên mới của cánh cổng được làm bằng gỗ Thông Hàn Quốc và được viết bằng chữ Hán màu đen trên nền trắng. Tuy nhiên, đến tháng 11 năm 2010, hai vết nứt dài đã xuất hiện ở bên trái chữ Quang "光" và dưới chữ Môn "門". Theo Cục Di sản Văn hóa Hàn Quốc, thời tiết hanh khô của mùa thu đã khiến gỗ co lại và gây ra vết nứt, nhưng các chuyên gia lại cho rằng để theo kịp tiến độ, dự án trùng tu đã sử dụng gỗ chưa đủ khô để làm tấm biển. Sau nhiều tranh cãi, Cục Di sản Văn hóa kết luận rằng tấm biển cần phải được thay thế và Chính phủ đã cho làm một biển tên mới.

## Du lịch

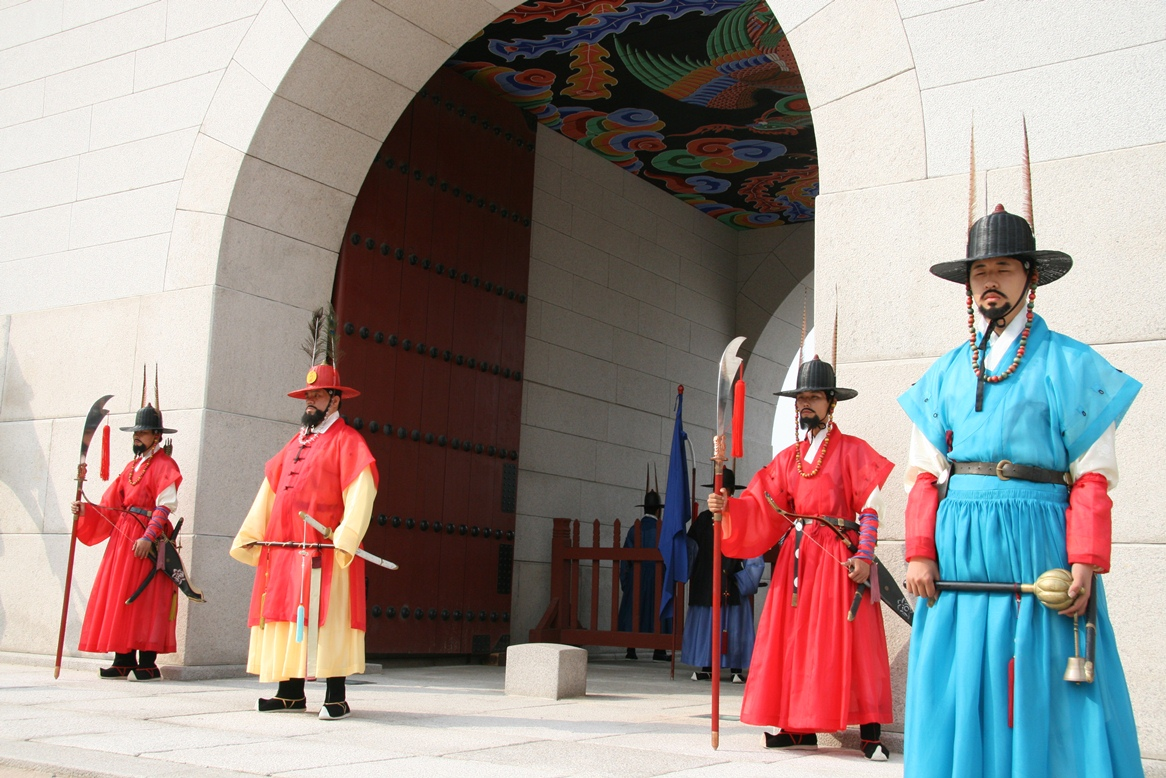
Lính triều đình tại Gwanghwamun

Khu vực phía trước Gwanghwamun, có tên gọi Quảng trường Gwanghwamun, trở thành không gian công cộng vào ngày 1 tháng 8 năm 2009. Lễ đổi gác của lính triều đình diễn ra phía trước Gwanghwamun mỗi giờ từ 10:00 đến 15:00. Theo một cuộc khảo sát với hơn 2000 du khách nước ngoài do thành phố Seoul thực hiện vào tháng 11 năm 2011, việc theo dõi nghi lễ này là hoạt động tại Seoul được ưa thích nhiều thứ ba. Từ ngày 23 tháng 9 năm 2012, một khu vực dài 550m trên đại lộ Sejong bắt đầu từ Gwanghwamun trở thành khu vực chỉ dành cho người đi bộ và người đi xe đạp.

## Hình ảnh

Gwanghwamun về đêm
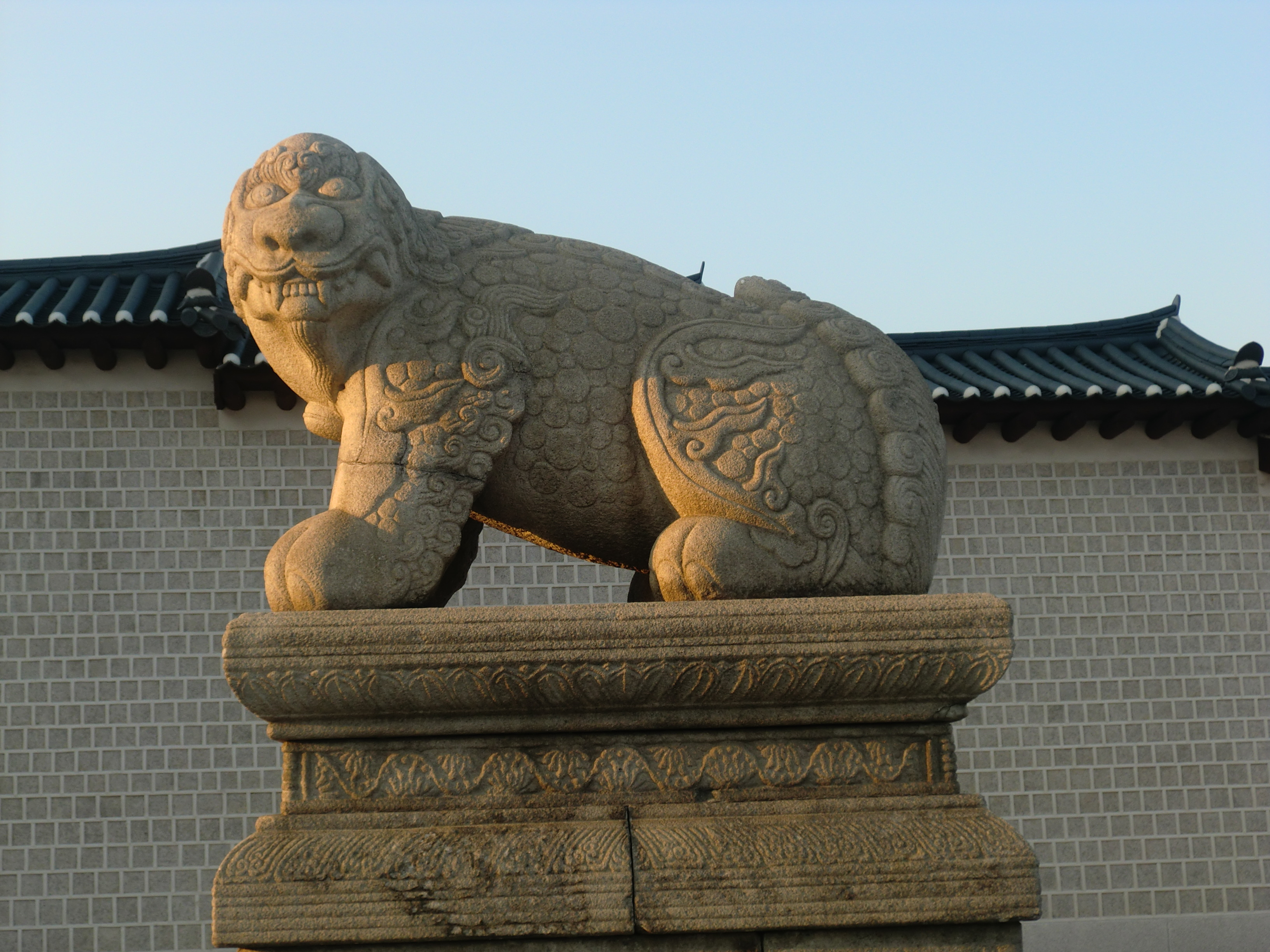
Tượng con giải trãi tại Gwanghwamun
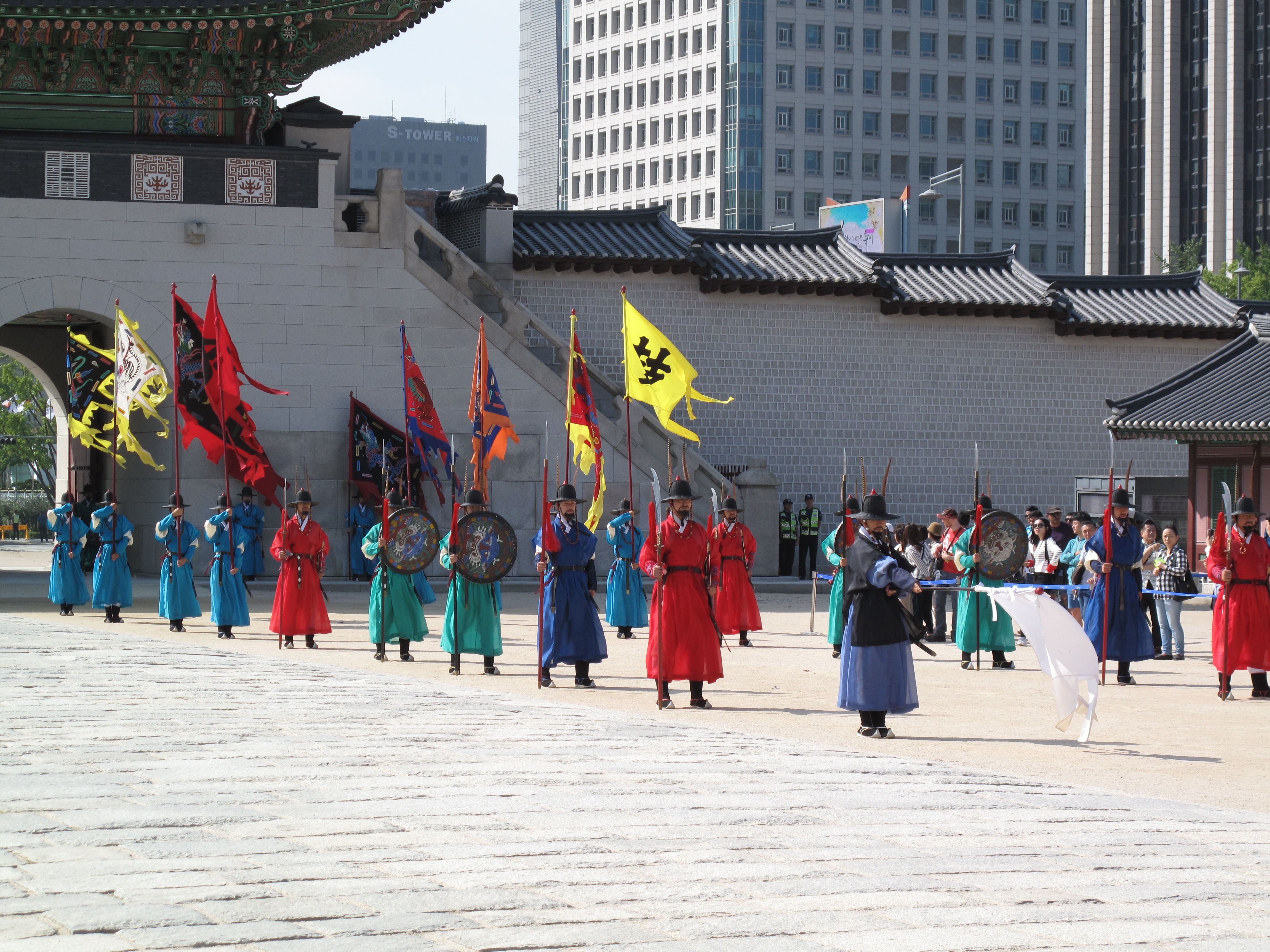
Lễ đổi gác trước Gwanghwamun
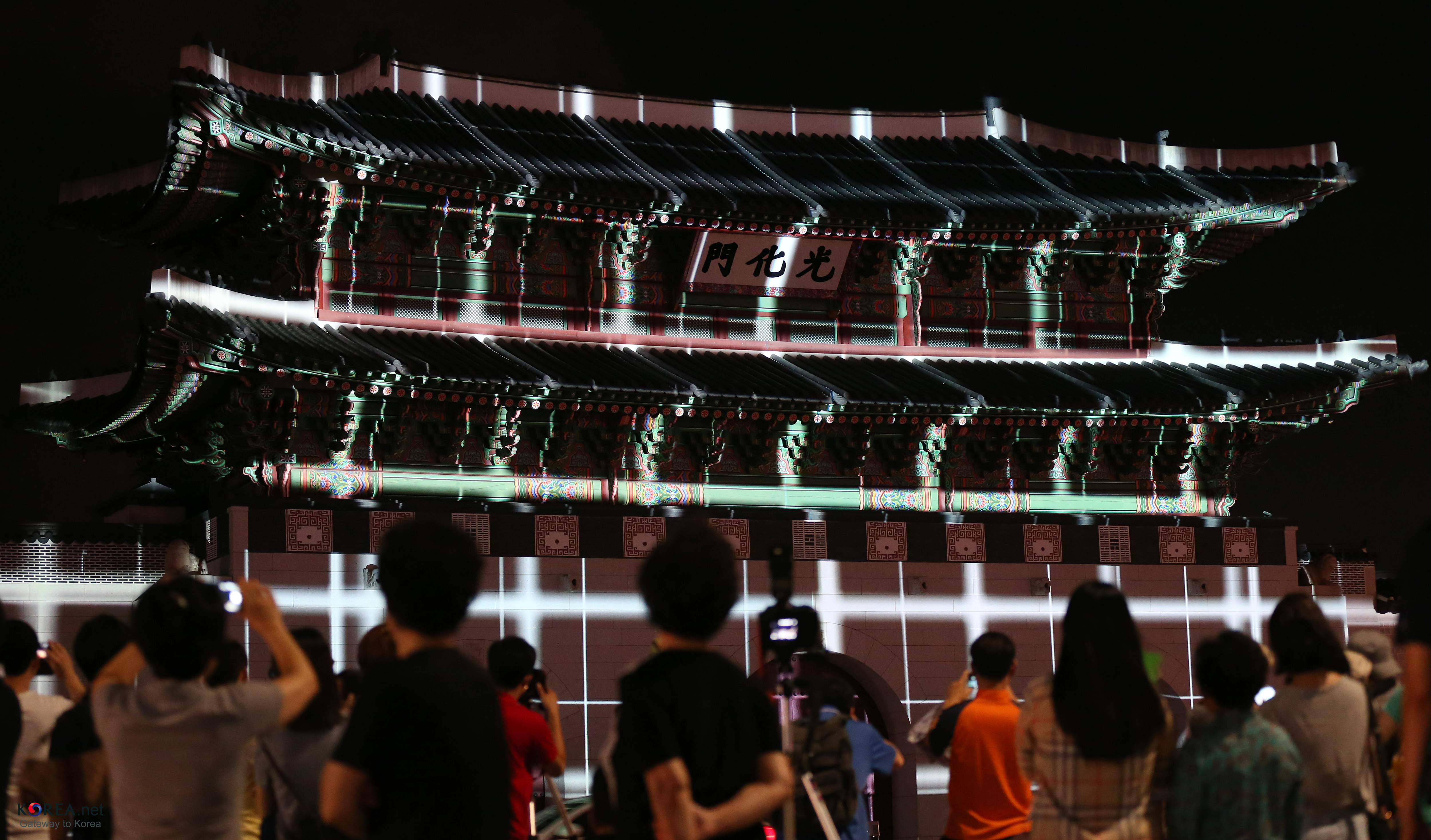
Gwanghwamun trong một buổi trình diễn ánh sáng